# Хесиш Олдендорф
Хесиш Олдендорф (њем. Hessisch Oldendorf) град је у њемачкој савезној држави Доња Саксонија. Једно је од 8 општинских средишта округа Хамелн-Пирмонт. Према процјени из 2010. у граду је живјело 19.312 становника. Посједује регионалну шифру (AGS) 3252007.

## Географски и демографски подаци
Хесиш Олдендорф се налази у савезној држави Доња Саксонија у округу Хамелн-Пирмонт. Град се налази на надморској висини од 62 метра. Површина општине износи 120,4 km². У самом граду је, према процјени из 2010. године, живјело 19.312 становника. Просјечна густина становништва износи 160 становника/km².